# Lemery (Iloilo)
Lemery é um município de  terceira classe de renda municipal (d) na província Iloilo, nas Filipinas. De acordo com o censo de 1 de maio  de  2020 possui uma população de 31 414 pessoas e 8 718 domicílios.